# Ryszard Rumianek
Ryszard Rumianek (Varsóvia, 7 de novembro de 1947 — 10 de abril de 2010) foi um religioso polaco.
Foi uma das vítimas do acidente do Tu-154 da Força Aérea Polonesa.